# Nekrolog 1. Quartal 1932
Nekrolog
◄◄
| ◄
| 1928
| 1929
| 1930
| 1931
| 1932 | 1933 | 1934 | 1935 | 1936 | ► | ►►
1. Quartal |
2. Quartal |
3. Quartal |
4. Quartal 1932
Weitere Ereignisse | Allgemeiner Nekrolog 1932
Die Beschreibung der verstorbenen Person sollte so kurz wie möglich gehalten sein und nur deren signifikante Tätigkeit(en) enthalten.
Neue Namen ggf. auch unter dem Geburts- und Sterbedatum, also etwa unter 1. Januar und im Geburts- und Sterbejahr (2024) eintragen (nur bei entsprechender großer Wichtigkeit). Für Beispiele siehe die schon vorhandenen Artikel.
Außerdem über die fünf zuletzt Verstorbenen, zu denen es einen ausreichend guten Artikel für eine Präsentation auf der Hauptseite gibt, nach der todesbedingten Überarbeitung der Artikel ggf. auch unter Wikipedia Diskussion:Hauptseite informieren und sie am besten auch in den anderen Wikipedia-Sprachversionen eintragen. Tipp: Regelmäßig bei news.google.de nach „ist tot“, „gestorben“ oder „verstorben“ suchen.
Wenn eine Person gestorben ist, gibt es viele Seiten zu dieser Person in der Wikipedia, die davon auch betroffen sind und entsprechend aktualisiert werden müssen. Beispiele: Namenübersichtsseite, Geburtsjahr, Geburtsort-Seiten und viele mehr.
Wie finde ich die betroffenen Seiten?
Im Suchfeld auf der linken Seite gibt man den Suchbegriff so ein: „Vorname Nachname“. Dann klickt man auf Volltext und alle Seiten mit entsprechendem Suchtext werden aufgerufen. Hier sieht man dann schnell, wo auch das Todesjahr Sinn macht oder sogar ein Teil des Artikels angepasst werden muss. Auch hilft das „Werkzeug“ auf der linken Seite sehr gut, um solche Seiten aufzufinden: „Links auf diese Seite“. Somit ist die Wikipedia wieder aktuell in allen Bereichen! Hinweis: bei Eintragung der Kategorie „Gestorben JAHR“ wird der Missbrauchsfilter 49 ausgelöst, was jedoch nicht schlimm ist. Siehe: Spezial:Missbrauchsfilter/49
Dies ist eine Liste von im ersten Quartal 1932 verstorbenen bekannten Persönlichkeiten. Die Einträge erfolgen innerhalb der einzelnen Daten alphabetisch sortiert. Tiere sind im Nekrolog für Tiere zu finden.

## Januar
| Tag        | Name                                    | Beruf, bekannt als | Alter | Beleg |
| ---------- | --------------------------------------- | --- | ----- | ----- |
| 1. Januar  | Leonid Konstantinowitsch Artamonow      | russischer Ingenieur, Sprachforscher und Offizier                                                                                 | 72    |       |
| 1. Januar  | Georg Goetz                             | deutscher Klassischer Philologe                                                                                                   | 82    |       |
| 1. Januar  | Paul Graubner                           | Landrat des Kreises Altena (1927–1932)                                                                                            | 39    |       |
| 1. Januar  | Stéphane Gsell                          | französischer Althistoriker und Archäologe                                                                                        | 67    |       |
| 1. Januar  | Hugo Koch                               | deutscher Berg- und Hüttenmann und Hochschullehrer                                                                                | 86    |       |
| 1. Januar  | Giulio del Torre                        | italienischer Maler | 75    |       |
| 2. Januar  | Emil Carlsen                            | dänisch-amerikanischer Maler | 78    |       |
| 2. Januar  | Paul Pau                                | französischer General | 83    |       |
| 2. Januar  | Georg Ruselli                           | deutscher Volkssänger und Komiker                                                                                                 | 58    |       |
| 3. Januar  | Minna Barnay                            | deutsche Schauspielerin, Ehefrau von Ludwig Barnay                                                                                |       |       |
| 3. Januar  | Johannes Baptist Kleefisch              | deutscher Architekt und Baubeamter                                                                                                | 69    |       |
| 3. Januar  | August Jaksch von Wartenhorst           | österreichischer Historiker und Archivar                                                                                          | 73    |       |
| 3. Januar  | Johan Herman Lie Vogt                   | norwegischer Geologe | 73    |       |
| 4. Januar  | Moses Alexander                         | US-amerikanischer Politiker | 78    |       |
| 4. Januar  | Anton Behmann                           | österreichischer Orgelbauer | 81    |       |
| 4. Januar  | Anton Gisler                            | Schweizer Theologe und Weihbischof                                                                                                | 68    |       |
| 5. Januar  | George Forrest                          | schottischer Botaniker und Pflanzensammler                                                                                        | 58    |       |
| 6. Januar  | Franz Frese                             | deutscher Ingenieur für Maschinenbau und Hochschullehrer                                                                          | 81    |       |
| 6. Januar  | Iacob Negruzzi                          | rumänischer Dichter | 89    |       |
| 6. Januar  | Julius Rosenwald                        | amerikanischer Geschäftsmann, Mitbegründer des Versandhandels von Sears Roebuck                                                   | 69    |       |
| 7. Januar  | Ahmet Derviş                            | osmanischer und türkischer Militär                                                                                                |       |       |
| 7. Januar  | Riku Korhonen                           | finnischer Turner | 48    |       |
| 7. Januar  | André Maginot                           | französischer Politiker | 54    |       |
| 7. Januar  | Franz Poledne                           | österreichischer Maler und Illustrator                                                                                            | 58    |       |
| 7. Januar  | Karl Stohler                            | Schweizer Politiker | 54    |       |
| 8. Januar  | Antoni Maria Alcover                    | spanischer Schriftsteller, Romanist, Katalanist, Sprachwissenschaftler und Lexikograf                                             | 69    |       |
| 8. Januar  | Joseph W. Fordney                       | US-amerikanischer Politiker | 78    |       |
| 8. Januar  | James Manahan                           | US-amerikanischer Politiker | 65    |       |
| 8. Januar  | Karl Sperka                             | deutscher Handschuhmacher und Politiker (SPD), MdR                                                                                | 78    |       |
| 8. Januar  | Loren E. Wheeler                        | US-amerikanischer Politiker | 69    |       |
| 9. Januar  | Raphael Breuer                          | jüdisch-orthodoxer Religionsgelehrter, Bibelkommentator und Gemeinderabbiner                                                      | 50    |       |
| 9. Januar  | Karl Theophil von Essen                 | deutsch-baltischer Eisenbahningenieur und Unternehmer                                                                             | 85    |       |
| 9. Januar  | Anna Marie Wirth                        | russisch-deutsche Malerin | 85    |       |
| 10. Januar | Erich Brammen                           | deutscher Flugpionier | 27    |       |
| 10. Januar | Lida Shaw King                          | US-amerikanische Archäologin und Altphilologin                                                                                    | 63    |       |
| 10. Januar | Robert Sterl                            | deutscher Maler und Grafiker | 64    |       |
| 11. Januar | Heinrich Ille                           | Landtagsabgeordneter Volksstaat Hessen                                                                                            | 53    |       |
| 11. Januar | Josef Jarno                             | österreichischer Schauspieler und Theaterdirektor                                                                                 | 65    |       |
| 11. Januar | Adolf von Rhemen zu Barensfeld          | österreichischer Offizier | 76    |       |
| 11. Januar | Ferruccio Zambonini                     | italienischer Mineraloge | 51    |       |
| 12. Januar | Adolf Jandorf                           | deutscher Großkaufmann und Warenhaus-Unternehmer                                                                                  | 61    |       |
| 12. Januar | Rudolf Lehnert                          | österreichischer Maler der Neuen Sachlichkeit                                                                                     | 38    |       |
| 12. Januar | Daniël Noteboom                         | niederländischer Schachmeister | 21    |       |
| 12. Januar | Robert Wood Williamson                  | britischer Anthropologe |       |       |
| 13. Januar | Leo Fleischmann                         | österreichischer Zahnarzt | 60    |       |
| 13. Januar | J. Ernest Mangnall                      | englischer Fußballtrainer |       |       |
| 13. Januar | Sophie von Preußen                      | Königin von Griechenland | 61    |       |
| 14. Januar | Rudolph W. Archer                       | US-amerikanischer Politiker | 62    |       |
| 14. Januar | Oskar Borcherdt                         | deutscher Theaterschauspieler und -regisseur                                                                                      | 77    |       |
| 14. Januar | Ulrich Hoefer                           | deutscher Klassischer Philologe und Gymnasiallehrer                                                                               | 70    |       |
| 15. Januar | Georg Kerschensteiner                   | deutscher Pädagoge und Politiker (FVP), MdR                                                                                       | 77    |       |
| 15. Januar | Eduard von Magdeburg                    | preußischer Regierungspräsident, Oberpräsident und Präsident der Oberrechnungskammer und des Rechnungshofes des Deutschen Reiches | 87    |       |
| 15. Januar | Ernst Voges                             | deutscher Privatgelehrter und Schriftsteller                                                                                      | 77    |       |
| 16. Januar | Wilhelm Friberg                         | schwedischer Sportfunktionär | 66    |       |
| 16. Januar | Klemens Iten                            | Schweizer Politiker (FDP) | 73    |       |
| 16. Januar | Joseph Kekuku                           | hawaiischer Musiker |       |       |
| 17. Januar | Louis Brennan                           | irisch-australischer Konstrukteur und Erfinder                                                                                    | 79    |       |
| 17. Januar | Charles Gore                            | anglikanischer Bischof | 78    |       |
| 17. Januar | Paul Guenther                           | deutschamerikanischer Industrieller                                                                                               | 71    |       |
| 17. Januar | John W. Langley                         | US-amerikanischer Politiker | 64    |       |
| 17. Januar | Hermann Müller                          | deutscher römisch-katholischer Geistlicher, Theologe und Kirchenmusiker                                                           | 63    |       |
| 17. Januar | Karl Wilfert der Jüngere                | deutsch-böhmischer Bildhauer | 52    |       |
| 18. Januar | Georg Humann                            | deutscher Kunsthistoriker | 84    |       |
| 18. Januar | Franz Mannstädt                         | deutscher Dirigent, Musiker, Pianist und Hofkapellmeister                                                                         | 79    |       |
| 18. Januar | Dmitri Grigorjewitsch Schtscherbatschow | russischer General | 74    |       |
| 19. Januar | Irma von Duczynska                      | österreichisch-deutsche Bildhauerin und Malerin                                                                                   | 62    |       |
| 20. Januar | Conrad Cichorius                        | deutscher Althistoriker | 68    |       |
| 20. Januar | František Kratochvíl                    | tschechischer Politiker und Schlossermeister                                                                                      |       |       |
| 20. Januar | Moriz von Lyncker                       | preußischer Generaloberst im Ersten Weltkrieg                                                                                     | 78    |       |
| 20. Januar | Bertha Phillpotts                       | britische Skandinavistin | 54    |       |
| 20. Januar | Gustav Schulze                          | deutscher Pilot und Flugpionier                                                                                                   | 40    |       |
| 21. Januar | Johann Alfred Breuer                    | österreichischer Tapezierermeister und Politiker (CS)                                                                             | 65    |       |
| 21. Januar | Alfred Leuschke                         | deutscher Lehrer und sächsischer Heimatforscher                                                                                   | 86    |       |
| 21. Januar | Lytton Strachey                         | britischer Biograph, Kritiker und Schriftsteller                                                                                  | 51    |       |
| 22. Januar | Antoni Gelabert                         | mallorquinischer Maler | 54    |       |
| 22. Januar | Erich Krause                            | deutscher Chemiker | 36    |       |
| 22. Januar | Ernst Kuntze                            | preußischer General der Infanterie                                                                                                | 81    |       |
| 22. Januar | Julius Petschek                         | böhmischer Großindustrieller | 75    |       |
| 22. Januar | Pauline Scherping                       | niederdeutsche Schriftstellerin, Heimatdichterin und Publizistin                                                                  | 79    |       |
| 23. Januar | Paula Kohlschütter                      | deutsche Malerin, Radiererin und Grafikerin                                                                                       | 80    |       |
| 23. Januar | Anton Niedermaier                       | deutscher Restaurator und Kirchenmaler                                                                                            |       |       |
| 23. Januar | Marion Phillips                         | britische Politikerin (Labour), Mitglied des House of Commons                                                                     | 50    |       |
| 24. Januar | Eugen Boermel                           | deutscher Bildhauer | 73    |       |
| 24. Januar | Robert Hartberg                         | ungarischer Theater- und Filmschauspieler                                                                                         | 61    |       |
| 24. Januar | Ludwig Philipp Keidel                   | bayerischer Politiker (SPD), Abgeordneter im Bayerischen Landtag                                                                  | 74    |       |
| 24. Januar | Herbert Norkus                          | deutscher Hitlerjunge | 15    |       |
| 24. Januar | Hermine Rheinberger                     | liechtensteinische Schriftstellerin                                                                                               | 67    |       |
| 24. Januar | Johann Sabel                            | österreichischer Politiker (CS), Landtagsabgeordneter und Landtagspräsident                                                       | 56    |       |
| 24. Januar | Paul Moritz Warburg                     | deutsch-US-amerikanischer Bankier und Politiker, MdHB                                                                             | 63    |       |
| 25. Januar | Arthur Bornstein                        | deutscher Pharmakologe | 50    |       |
| 25. Januar | Wilhelm Esser                           | deutscher Metallurg und Manager der Stahlindustrie                                                                                | 53    |       |
| 25. Januar | Maximilian von Frey                     | deutsch-österreichischer Physiologe                                                                                               | 79    |       |
| 25. Januar | Ernst Friedberger                       | deutscher Immunologe und Hygieniker                                                                                               | 56    |       |
| 25. Januar | James Paterson                          | schottischer Maler des Spätimpressionismus                                                                                        | 77    |       |
| 25. Januar | Pēteris Stučka                          | lettischer Rechtsanwalt und Politiker                                                                                             | 66    |       |
| 26. Januar | Harry Fuld                              | deutscher Industrieller | 52    |       |
| 26. Januar | Wilhelm Haupt                           | deutscher Theologe und Oberkonsistorialrat                                                                                        | 85    |       |
| 26. Januar | Edward Stinson                          | US-amerikanischer Pilot, Flugzeugkonstrukteur und Unternehmer                                                                     | 38    |       |
| 26. Januar | Ambros Supersaxo                        | Schweizer Bergführer | 78    |       |
| 26. Januar | George Turner                           | US-amerikanischer Politiker | 81    |       |
| 26. Januar | John S. Williams                        | US-amerikanischer Plantagenbesitzer und Mörder                                                                                    |       |       |
| 26. Januar | William Wrigley junior                  | US-amerikanischer Industrieller                                                                                                   | 70    |       |
| 26. Januar | Oskar Ziethen                           | deutscher Politiker, Bürgermeister der Stadt Lichtenberg                                                                          | 73    |       |
| 27. Januar | Martin Engelke                          | deutscher Bildhauer | 79    |       |
| 27. Januar | Josef Gossel                            | deutscher Rabbiner und Schriftsteller                                                                                             | 79    |       |
| 27. Januar | Mario Nunes Vais                        | italienischer Fotograf | 75    |       |
| 27. Januar | Mortimer Wilson                         | US-amerikanischer Komponist | 55    |       |
| 28. Januar | Feliciano Ama                           | salvadorianischer Revolutionär |       |       |
| 28. Januar | Wilhelm Kahlert                         | deutscher Marineoffizier, zuletzt Vizeadmiral                                                                                     | 54    |       |
| 28. Januar | Wilhelm Litten                          | deutscher Diplomat und Orientalist                                                                                                | 51    |       |
| 28. Januar | Sophus Michaëlis                        | dänischer Dichter | 66    |       |
| 29. Januar | Viktorine Endler                        | deutsche Schriftstellerin | 79    |       |
| 29. Januar | Karl Irresberger                        | österreichischer Politiker (DF), Landtagsabgeordneter                                                                             | 71    |       |
| 30. Januar | Arthur Daehnke                          | deutscher Amtsrichter und Offizier                                                                                                | 59    |       |
| 31. Januar | Enrico Butti                            | italienischer Bildhauer und Maler                                                                                                 | 84    |       |
| 31. Januar | Heinrich Rosell                         | preußischer Kommunalbeamter der wilhelminischen Zeit                                                                              | 83    |       |
| 31. Januar | Johann Baptist Stahl                    | elsässisch-deutscher Porzellankünstler, Erfinder des Phanolith                                                                    | 62    |       |

## Februar
| Tag         | Name                              | Beruf, bekannt als | Alter | Beleg |
| ----------- | --------------------------------- | --- | ----- | ----- |
| 1. Februar  | Farabundo Martí                   | salvadorianischer Revolutionär | 38    |       |
| 1. Februar  | Konrad Oebbeke                    | deutscher Mineraloge | 78    |       |
| 2. Februar  | Agha Petros                       | osmanischer Diplomat | 51    |       |
| 2. Februar  | Hans Brodmerkel                   | deutscher Politiker (KPD) | 44    |       |
| 2. Februar  | Johann Eberle                     | deutscher Politiker (DDP, RDP) | 52    |       |
| 2. Februar  | Richard Koss                      | deutscher Bauingenieur und preußischer Baubeamter | 81    |       |
| 2. Februar  | Herman Lehmann                    | US-amerikanisches Entführungsopfer, wurde als Kind deutscher Eltern von Indianern entführt und lebte neun Jahre bei ihnen                                                       | 72    |       |
| 2. Februar  | Alexander Maunder                 | britischer Sportschütze | 70    |       |
| 2. Februar  | Georg Raab                        | deutscher Politiker (SPD) | 62    |       |
| 2. Februar  | Erwin Splettstößer                | deutscher Schauspieler | 25    |       |
| 3. Februar  | Victor Baumann                    | norwegischer Marineoffizier und Polarforscher | 61    |       |
| 3. Februar  | Joshua Benoliel                   | britischer Fotojournalist | 59    |       |
| 3. Februar  | Heinrich Laufenberg               | deutscher Historiker, Journalist und Politiker | 60    |       |
| 3. Februar  | Karl Sparr                        | deutscher Pädagoge und Genossenschafter | 71    |       |
| 4. Februar  | Joseph Heß                        | Politiker (Zentrum) | 53    |       |
| 4. Februar  | Percy Quin                        | US-amerikanischer Politiker | 59    |       |
| 4. Februar  | Samuel Rutherford                 | US-amerikanischer Politiker | 61    |       |
| 5. Februar  | Barney Dreyfuss                   | US-amerikanischer Unternehmer und Baseballpionier deutscher Herkunft | 66    |       |
| 5. Februar  | Joseph Freisen                    | deutscher Geistlicher, katholischer Theologe, Hochschullehrer und Kirchenrechtler                                                                                               | 78    |       |
| 5. Februar  | Josef von Humbracht               | deutscher Diplomat | 72    |       |
| 5. Februar  | Fernand Jacopozzi                 | italienischer Unternehmer, Ingenieur und Elektriker | 54    |       |
| 5. Februar  | Heinrich Möller                   | deutscher Tierarzt | 90    |       |
| 5. Februar  | Hermann Popert                    | deutscher Richter und Schriftsteller | 60    |       |
| 6. Februar  | John Earle                        | australischer Politiker | 66    |       |
| 6. Februar  | Vivien Gribble                    | britische Holzschneiderin und Buchillustratorin |       |       |
| 6. Februar  | Hermann Ottomar Herzog            | deutscher Landschaftsmaler | 99    |       |
| 7. Februar  | Gustav von Benda                  | österreichischer Großindustrieller und Kunstsammler |       |       |
| 7. Februar  | Hans Hocheneder                   | österreichischer Politiker (CSP), Mitglied des Bundesrates | 51    |       |
| 7. Februar  | Augusto Leguía y Salcedo          | peruanischer Präsident (1908–1912 und 1919–1930) | 68    |       |
| 8. Februar  | Vincent Coll                      | irischstämmiger US-amerikanischer Gangster | 23    |       |
| 8. Februar  | Jurdan Popow                      | bulgarisch-österreichischer Architekt | 64    |       |
| 8. Februar  | Ferry Sikla                       | deutscher Schauspieler | 65    |       |
| 9. Februar  | Dmytro Bahalij                    | ukrainischer Historiker, Universitätsrektor und Bürgermeister | 74    |       |
| 9. Februar  | Paul Neumann                      | österreichischer Schwimmer | 56    |       |
| 9. Februar  | Rosa Papier                       | österreichische Opernsängerin und Gesangspädagogin | 73    |       |
| 9. Februar  | Karl Roth                         | deutscher Architekt und Hochschullehrer | 56    |       |
| 9. Februar  | Adam Schwappach                   | deutscher Forstwissenschaftler | 80    |       |
| 9. Februar  | Hugo Seemann                      | deutscher Aktivist der christlich-sozialen ländlichen Reformbewegung in Mecklenburg                                                                                             | 75    |       |
| 10. Februar | Gustav Landgraf                   | deutscher Pädagoge und Altphilologe, Rektor am Maximiliansgymnasium München | 75    |       |
| 10. Februar | Hugo Rabe                         | deutscher Klassischer Philologe | 64    |       |
| 10. Februar | David Singer                      | Landtagsabgeordneter Großherzogtum Hessen | 66    |       |
| 10. Februar | Edgar Wallace                     | englischer Krimi-Schriftsteller | 56    |       |
| 11. Februar | August Knecht                     | deutscher katholischer Theologe | 65    |       |
| 12. Februar | Paul Hohenemser                   | deutscher Historiker und Bibliothekar |       |       |
| 12. Februar | Charles Le Goffic                 | französischer Dichter, Schriftsteller und Historiker | 68    |       |
| 12. Februar | Eugen Ostwald                     | deutsch-baltischer Forstwissenschaftler in Riga | 80    |       |
| 13. Februar | Ludwig Burgemeister               | deutscher Architekt, Baubeamter und Denkmalpfleger | 68    |       |
| 13. Februar | Sanford Kirkpatrick               | US-amerikanischer Politiker | 90    |       |
| 13. Februar | Elise Koenigs                     | deutsche Mäzenin | 83    |       |
| 13. Februar | Johann Loschek                    | Kammerdiener des Kronprinzen Rudolf von Österreich-Ungarn | 86    |       |
| 14. Februar | Richard Oertel                    | deutscher Geistlicher und Politiker (NLP, DVP), MdR | 71    |       |
| 14. Februar | Antonín Podlaha                   | Theologe und Priester der römisch-katholischen Kirche, Archäologe, Kunsthistoriker                                                                                              | 67    |       |
| 15. Februar | Heinrich Seeling                  | deutscher Architekt | 79    |       |
| 16. Februar | Julian Borchardt                  | deutscher Journalist und Politiker | 64    |       |
| 16. Februar | Ferdinand Buisson                 | französischer Pädagoge | 90    |       |
| 16. Februar | Gustave-Auguste Ferrié            | französischer Elektrotechniker und General | 63    |       |
| 16. Februar | Toni Schruf                       | österreichischer Skiläufer | 68    |       |
| 17. Februar | Albert Johnson                    | kanadischer Krimineller |       |       |
| 17. Februar | William Yoast Morgan              | US-amerikanischer Politiker | 65    |       |
| 17. Februar | Walter S. Schuyler                | US-amerikanischer Brigadegeneral der U.S. Army; erster Befehlshaber der U.S. Army Pacific (Military District of Hawaii); Professor für Militärwissenschaft (Cornell University) | 81    |       |
| 17. Februar | John Wesley Young                 | US-amerikanischer Mathematiker | 52    |       |
| 18. Februar | David William Dye                 | britischer Physiker und Elektrotechniker | 44    |       |
| 18. Februar | Friedrich August III.             | König von Sachsen (1904–1918) | 66    |       |
| 18. Februar | Nureddin Pascha                   | türkischer Offizier und Politiker | 58    |       |
| 18. Februar | Josef Rodenstock                  | deutscher Unternehmer | 85    |       |
| 19. Februar | Max Gulbins                       | deutscher Organist und Komponist | 69    |       |
| 19. Februar | Adelaide Herrmann                 | US-amerikanische Zauberkünstlerin | 78    |       |
| 19. Februar | Lui Olesk                         | estnischer Politiker und Jurist | 55    |       |
| 19. Februar | Paul von Schnitzler               | deutscher Jurist, Gutsbesitzer und Industrieller | 75    |       |
| 20. Februar | Franz Fürchtegott Böhme           | deutscher Jurist und Politiker | 75    |       |
| 20. Februar | Georges Casanova                  | französischer Degenfechter | 41    |       |
| 20. Februar | James Kelly                       | schottischer Fußballspieler | 66    |       |
| 20. Februar | Ernst te Peerdt                   | deutscher Maler | 79    |       |
| 20. Februar | Enrique Stanko Vráz               | tschechischer Forschungsreisender |       |       |
| 21. Februar | Benjamin Franklin Buchanan        | US-amerikanischer Politiker und Jurist | 74    |       |
| 21. Februar | Paul Harzer                       | deutscher Astronom und Hochschullehrer | 74    |       |
| 21. Februar | Hermann Nesselträger              | deutscher Schauspieler der Stummfilmzeit | 61    |       |
| 21. Februar | Wilhelm Robert Nessig             | deutscher Lehrer und Geologe Nachruf | 70    |       |
| 21. Februar | Adolphe Tanquerey                 | katholischer Priester | 77    |       |
| 22. Februar | Johanna Gadski                    | deutsche Opernsängerin (Sopran) | 61    |       |
| 22. Februar | George MacFarlane                 | kanadisch-US-amerikanischer Sänger (Bariton) und Schauspieler | 53    |       |
| 22. Februar | Arthur Wiegels                    | deutsches SA-Mitglied | 40    |       |
| 23. Februar | Emmett Branch                     | US-amerikanischer Politiker, Gouverneur von Indiana | 57    |       |
| 23. Februar | Bernhard von Hindenburg           | preußischer Offizier und Schriftsteller | 73    |       |
| 23. Februar | László Lukács                     | ungarischer Politiker | 81    |       |
| 23. Februar | Marigo Posio                      | Aktivistin der albanischen National- und Unabhängigkeitsbewegung und Frauenrechtsaktivistin                                                                                     | 50    |       |
| 24. Februar | Hans Falke von Lilienstein        | österreichischer Schriftsteller und Jurist | 69    |       |
| 24. Februar | Kume Kunitake                     | japanischer Historiker |       |       |
| 24. Februar | Wjatscheslaw Pawlowitsch Polonski | russischer Literaturkritiker und Historiker | 45    |       |
| 25. Februar | Hartmann Grisar                   | Jesuit und Kirchenhistoriker | 86    |       |
| 25. Februar | Friedrich Kraelitz                | österreichischer Orientalist und Turkologe | 55    |       |
| 25. Februar | Viktor Lampe                      | deutscher Kirchenverwaltungsjurist | 62    |       |
| 26. Februar | Wilhelm Brambach                  | deutscher klassischer Philologe, Musikhistoriker und Bibliothekar | 90    |       |
| 26. Februar | Stanisław Grocholski              | polnischer Maler | 73    |       |
| 26. Februar | Victor Michel Heymès              | deutscher Politiker (Zentrum) | 72    |       |
| 26. Februar | Albert Mathiez                    | französischer Historiker | 58    |       |
| 26. Februar | Harold Sanderson                  | Geschäftsführer der White Star Line |       |       |
| 26. Februar | Joseph Chaim Sonnenfeld           | Großrabbiner und Mitbegründer der Edah HaChareidis, einer jüdischen Charedim-Gemeinde in Jerusalem                                                                              | 83    |       |
| 27. Februar | Jakob Eder                        | deutscher Politiker (SPD) | 57    |       |
| 27. Februar | Ernst Albert Fischer-Cörlin       | deutscher Genre- und Historienmaler | 78    |       |
| 27. Februar | Theodor Müller                    | deutscher Politiker (SPD), MdL | 60    |       |
| 28. Februar | Guillaume Bigourdan               | Astronom | 80    |       |
| 28. Februar | August Gunolt                     | österreichischer Architekt | 82    |       |
| 28. Februar | Georg Rückert                     | deutscher Volkssänger, Humorist und Schauspieler | 53    |       |
| 28. Februar | Maximilian Schüller               | tschechisch-österreichischer Unternehmer | 71    |       |
| 28. Februar | Willibald Siemann                 | deutscher Orgelbauer | 67    |       |
| 28. Februar | Gotthard Wölzl                    | deutscher Jurist und Politiker (NLP), MdR | 80    |       |
| 29. Februar | Ramon Casas i Carbó               | spanischer Maler und Graphiker | 66    |       |
| 29. Februar | George Claridge Druce             | englischer Botaniker und Chemiker | 81    |       |
| 29. Februar | Giuseppe Vitali                   | italienischer Mathematiker | 56    |       |
|             | Charles Gide                      | französischer Nationalökonom und Genossenschaftsexpete | 84    |       |
|             | Max Richards                      | deutscher Theaterschauspieler, Opernsänger (Tenor), Theaterregisseur und -intendant                                                                                             | 72    |       |
|             | Laura Smith                       | US-amerikanische Vaudeville-Blues- und Country-Blues-Sängerin | 49    |       |

## März
| Tag      | Name                                          | Beruf, bekannt als | Alter | Beleg |
| -------- | --------------------------------------------- | --- | ----- | ----- |
| 1. März  | Max Fremery                                   | deutscher Chemiker und Unternehmer                                                                                        | 72    |       |
| 1. März  | Gustav Hass                                   | deutscher Konteradmiral                                                                                                   | 59    |       |
| 1. März  | Edmund Renard                                 | deutscher Baumeister, Kunsthistoriker und Denkmalpfleger                                                                  | 60    |       |
| 1. März  | Frank Teschemacher                            | US-amerikanischer Jazz-Musiker und Klarinettist                                                                           | 25    |       |
| 2. März  | Ángela de la Cruz                             | spanische Ordensgründerin, als katholische Heilige verehrt                                                                | 86    |       |
| 2. März  | Carl Eberhardt                                | deutscher Hochschullehrer für Luftschifffahrt und Flugtechnik                                                             | 54    |       |
| 2. März  | Bertha Ehnn                                   | österreichische Sopranistin                                                                                               | 86    |       |
| 2. März  | David Jayne Hill                              | US-amerikanischer Hochschullehrer und Diplomat                                                                            | 81    |       |
| 2. März  | Alexander Müller                              | deutscher Apotheker | 61    |       |
| 3. März  | Eugen d’Albert                                | deutscher Komponist und Pianist                                                                                           | 67    |       |
| 3. März  | Joseph Mackey Brown                           | US-amerikanischer Politiker                                                                                               | 80    |       |
| 3. März  | Ernest Howard Griffiths                       | Physiker | 80    |       |
| 3. März  | Alfieri Maserati                              | italienischer Automobilingenieur und -rennfahrer                                                                          | 44    |       |
| 3. März  | August Schmuck                                | deutscher Arbeiter und Politiker (SPD), MdL                                                                               | 69    |       |
| 4. März  | Wilhelm von Beczwarzowski                     | preußischer Generalmajor                                                                                                  | 69    |       |
| 4. März  | Josef Hafner                                  | österreichischer Lehrer und Politiker (SPÖ), Landtagsabgeordneter, Abgeordneter zum Nationalrat, Mitglied des Bundesrates | 57    |       |
| 4. März  | Stefan Licht                                  | österreichischer Politiker (DnP), Abgeordneter zum Nationalrat                                                            | 71    |       |
| 4. März  | James Henry Reynolds                          | britischer Offizier, zuletzt Lieutenant-Colonel                                                                           | 88    |       |
| 5. März  | Josef Herold                                  | Rechtsanwalt und Politiker                                                                                                | 70    |       |
| 5. März  | Marcus H. Holcomb                             | US-amerikanischer Politiker                                                                                               | 87    |       |
| 5. März  | Peder Kolstad                                 | norwegischer Politiker, Mitglied des Storting, Ministerpräsident                                                          | 53    |       |
| 5. März  | Jan Thorn Prikker                             | niederländischer Künstler                                                                                                 | 63    |       |
| 5. März  | William Unger                                 | deutsch-österreichischer Radierer und Kupferstecher                                                                       | 94    |       |
| 6. März  | Jakob Binder                                  | deutscher Politiker, MdR                                                                                                  | 65    |       |
| 6. März  | Alfred Bock                                   | deutscher Fabrikant und Schriftsteller                                                                                    | 72    |       |
| 6. März  | Pierre Devoluy                                | französischer Pionieroffizier, Schriftsteller, Romanist und Provenzalist, Präsident des Félibrige                         | 69    |       |
| 6. März  | Hermann Klotz                                 | österreichischer Bildhauer                                                                                                | 81    |       |
| 6. März  | Fritz Lichtschein                             | österreichischer Hockey- und Eishockeytorwart                                                                             |       |       |
| 6. März  | Heinrich Roettgen                             | deutscher Architekt und Regierungsbaumeister                                                                              | 69    |       |
| 6. März  | John Philip Sousa                             | US-amerikanischer Bandleader und Komponist                                                                                | 77    |       |
| 7. März  | Alois Amann                                   | österreichischer Politiker (CSP), Landtagsabgeordneter zum Vorarlberger Landtag                                           | 67    |       |
| 7. März  | Gertrude Ansell                               | englisch-britische Suffragette und Tierwohlaktivistin                                                                     | 70    |       |
| 7. März  | Aristide Briand                               | französischer Ministerpräsident und Außenminister                                                                         | 69    |       |
| 7. März  | Heinrich Clam-Martinic                        | böhmischer Adeliger und österreichischer Politiker                                                                        | 69    |       |
| 7. März  | Hans Demel                                    | Theaterschriftsteller, Journalist und Lehrer                                                                              | 59    |       |
| 7. März  | Johannes Jakobsen                             | dänischer Ringer | 33    |       |
| 7. März  | Beda Kleinschmidt                             | deutscher Franziskaner und Kirchenhistoriker                                                                              | 64    |       |
| 8. März  | Theodore Brune                                | deutsch-amerikanischer Architekt                                                                                          |       |       |
| 8. März  | Jan de Louter                                 | niederländischer Staats- und Völkerrechtler                                                                               | 84    |       |
| 8. März  | Karl von Lukas                                | österreichisch-ungarischer General der Infanterie                                                                         | 71    |       |
| 8. März  | Hermann Remané                                | deutscher Elektrotechniker                                                                                                | 67    |       |
| 8. März  | Alfred Schellenberg                           | deutscher Architekt | 82    |       |
| 8. März  | Max Wappler                                   | deutscher Heimatforscher                                                                                                  | 71    |       |
| 8. März  | Johann Wohlmeyer                              | österreichischer Baumeister und Politiker (CSP), Landtagsabgeordneter, Abgeordneter zum Nationalrat                       | 81    |       |
| 9. März  | Fritz Henkel                                  | deutscher Landwirt und Politiker (Zentrum), MdL                                                                           | 46    |       |
| 9. März  | Wilhelm Ludwig Lehmann                        | Schweizer Landschaftsmaler                                                                                                | 71    |       |
| 9. März  | Georg Reif                                    | deutscher Verwaltungsjurist und Bankmanager                                                                               | 50    |       |
| 9. März  | Bernard Schumacher                            | deutscher Maler, Zeichner und Radierer                                                                                    | 59    |       |
| 9. März  | Thomas Joseph Shahan                          | US-amerikanischer Geistlicher, Weihbischof in Baltimore                                                                   | 74    |       |
| 9. März  | Josef Tibitanzl                               | österreichischer Theologe und Religionspädagoge                                                                           | 62    |       |
| 9. März  | Friedrich Vetters                             | Landtagsabgeordneter Volksstaat Hessen                                                                                    | 70    |       |
| 10. März | Paolo Boselli                                 | italienischer Politiker, Mitglied der Camera                                                                              | 93    |       |
| 10. März | Johannes Gottfried Hallier                    | deutscher Botaniker | 63    |       |
| 10. März | Fritz Stier-Somlo                             | österreich-ungarischer Rechtswissenschaftler                                                                              | 58    |       |
| 11. März | Dora Carrington                               | britische, exzentrische und feministische Malerin                                                                         | 38    |       |
| 11. März | Hermann Gunkel                                | deutscher protestantischer Theologe (Alttestamentler)                                                                     | 69    |       |
| 11. März | Harvey Monroe Hall                            | US-amerikanischer Botaniker                                                                                               | 57    |       |
| 12. März | Hugo Bock                                     | deutscher Musikverleger                                                                                                   | 83    |       |
| 12. März | Ivar Kreuger                                  | Zündwarenunternehmer | 52    |       |
| 12. März | Karl von Wardenburg                           | sächsischer Generalleutnant                                                                                               | 78    |       |
| 13. März | John Atkinson, Baron Atkinson                 | irisch-britischer Jurist und Politiker, Mitglied des House of Commons                                                     | 87    |       |
| 13. März | Hermann Baum                                  | deutscher Veterinärmediziner                                                                                              | 67    |       |
| 13. März | Max Creutz                                    | deutscher Kunsthistoriker                                                                                                 | 55    |       |
| 13. März | Rudolf Kalvach                                | österreichischer Grafiker                                                                                                 | 48    |       |
| 13. März | Lucas Kraglievich                             | argentinischer Wirbeltier-Paläontologe                                                                                    | 45    |       |
| 13. März | Heinrich Tramm                                | deutscher Politiker und Verwaltungsbeamter                                                                                | 78    |       |
| 14. März | George Eastman                                | US-amerikanischer Unternehmer (Kodak)                                                                                     | 77    |       |
| 14. März | Friedrich August Haselwander                  | deutscher Ingenieur, Erfinder des Drehstromgenerators                                                                     | 72    |       |
| 14. März | Oskar Kollbrunner                             | Schweizer Schriftsteller                                                                                                  | 36    |       |
| 14. März | Friedrich Lang                                | deutscher Landtagsabgeordneter Großherzogtum Hessen                                                                       | 77    |       |
| 14. März | Helmuth Mende                                 | deutscher Jurist | 47    |       |
| 14. März | Frederick Jackson Turner                      | US-amerikanischer Historiker                                                                                              | 70    |       |
| 15. März | Richard Carl Krogmann                         | deutscher Kaufmann, Reeder und Verbandspolitiker                                                                          | 72    |       |
| 15. März | Siegfried Rosenberg                           | deutscher Numismatiker, Münzhändler und Auktionator                                                                       | 64    |       |
| 16. März | George Barbier                                | französischer Maler, Illustrator und Modeschöpfer                                                                         | 49    |       |
| 16. März | Fritz Drevermann                              | deutscher Paläontologe | 57    |       |
| 16. März | Wera Gedroiz                                  | russische bzw. sowjetische Chirurgin, Hochschullehrerin und Dichterin                                                     | 61    |       |
| 16. März | Georges-Marie Haardt                          | belgisch-französischer Geschäftsmann und Expeditionsteilnehmer                                                            |       |       |
| 16. März | Harold Monro                                  | britischer Dichter und Buchhändler                                                                                        | 53    |       |
| 17. März | Friedrich Back                                | deutscher Kunsthistoriker und Museumsdirektor                                                                             | 71    |       |
| 17. März | Georg Brustad                                 | norwegischer Turner und Boxer                                                                                             | 39    |       |
| 17. März | Henrik Hildén                                 | finnlandschwedischer Schriftsteller und Literaturwissenschaftler                                                          | 47    |       |
| 17. März | Edward Arthur Maund                           | britischer Afrikaforscher und Pionier Rhodesiens                                                                          |       |       |
| 17. März | Hermann Meyer                                 | deutscher Verleger, Geograph und Forschungsreisender                                                                      | 61    |       |
| 17. März | Otto Pniower                                  | deutscher Literaturforscher                                                                                               | 72    |       |
| 17. März | Iliaz Vrioni                                  | Ministerpräsident und Außenminister Albaniens                                                                             |       |       |
| 18. März | William Willard Ashe                          | US-amerikanischer Botaniker und Forstmann                                                                                 | 59    |       |
| 18. März | Hermann von Doetinchem de Rande               | preußischer Generalmajor                                                                                                  | 65    |       |
| 18. März | Herman Drenth                                 | amerikanischer Serienmörder                                                                                               |       |       |
| 18. März | Balthasar Herberz                             | Generaldirektor der Petersburger Eisen- und Drahtwerke                                                                    | 78    |       |
| 18. März | Karl Albert Friedrich Mellin                  | deutscher Architekt und preußischer Baubeamter                                                                            |       |       |
| 18. März | Chauncey Olcott                               | US-amerikanischer Bühnenschauspieler, Songwriter und Sänger                                                               | 73    |       |
| 18. März | Gustav Reischel                               | deutscher Pädagoge und Siedlungsgeograph                                                                                  | 73    |       |
| 18. März | Friedrich Schur                               | deutscher Mathematiker | 76    |       |
| 19. März | Edward Barrett                                | britischer Ringer, Leichtathlet, Tauzieher und Hurler                                                                     | 51    |       |
| 19. März | Richard Bartholdt                             | US-amerikanischer Politiker deutscher Herkunft                                                                            | 76    |       |
| 19. März | Auguste Beer                                  | deutsche Malerin | 42    |       |
| 19. März | Georg Dehio                                   | deutscher Kunsthistoriker                                                                                                 | 81    |       |
| 19. März | Louis Payette                                 | kanadischer Politiker | 77    |       |
| 19. März | Max Rieck                                     | deutscher Kaufmann, Publizist und Verleger                                                                                | 74    |       |
| 19. März | Johann Oskar Schibler                         | Schweizer Politiker und Richter                                                                                           | 69    |       |
| 19. März | Richard Specht                                | österreichischer Musikkritiker, Lyriker, Dramatiker und Schriftsteller                                                    | 61    |       |
| 20. März | Ilja Iwanowitsch Iwanow                       | russischer Biologe | 61    |       |
| 20. März | Franz Jörissen                                | deutscher Politiker (WP), MdR                                                                                             | 63    |       |
| 21. März | Albert Affolter                               | Schweizer Jurist, Politiker und Bundesrichter                                                                             | 75    |       |
| 21. März | Henri Sauvage                                 | französischer Architekt                                                                                                   | 58    |       |
| 21. März | Karl Spiro                                    | deutscher Biochemiker und physikalischer Chemiker                                                                         | 64    |       |
| 21. März | Paul Umbreit                                  | deutscher Gewerkschafter                                                                                                  | 63    |       |
| 21. März | Margarete von Wrangell                        | deutsch-baltische Agrikulturchemikerin und erste ordentliche Professorin in Deutschland                                   | 55    |       |
| 22. März | Eliza Standerwick Gregory                     | britische Botanikerin | 91    |       |
| 22. März | Gustav Habrman                                | tschechischer Politiker und Journalist                                                                                    | 68    |       |
| 22. März | Hans von Matt                                 | Schweizer Politiker | 63    |       |
| 22. März | Johann Wellmann                               | deutscher Politiker (SPD)                                                                                                 | 57    |       |
| 23. März | Moritz Katzenstein                            | deutscher Chirurg | 59    |       |
| 23. März | Maria O’Neill                                 | portugiesische Autorin, Journalistin, Feministin, Theosophin und Spiritistin                                              | 58    |       |
| 23. März | Boris Schatz                                  | jüdischer Bildhauer, Maler und Lehrer                                                                                     | 65    |       |
| 24. März | Wilhelm Friedrich Otto Bánkowski von Frugnoni | österreichischer Offizier, zuletzt Feldmarschallleutnant                                                                  | 64    |       |
| 24. März | Bruno Fischer                                 | deutscher Bildhauer | 71    |       |
| 24. März | Reinhard Erich von Gemmingen                  | deutscher Offizier, Grundherr zu Gemmingen und zu Ittlingen                                                               | 65    |       |
| 24. März | Károly Koch                                   | ungarischer Ruderer | 46    |       |
| 24. März | Kajii Motojirō                                | japanischer Schriftsteller                                                                                                | 31    |       |
| 24. März | Frantz Reichel                                | französischer Rugby-Union-Spieler, Leichtathlet, Sportfunktionär und Journalist                                           | 61    |       |
| 24. März | Vera Skoronel                                 | deutsche Tänzerin, Choreographin und Tanzpädagogin Schweizer Herkunft                                                     | 25    |       |
| 25. März | Harriet Backer                                | norwegische Malerin | 87    |       |
| 25. März | Eduard Breuninger                             | deutscher Textilunternehmer                                                                                               |       |       |
| 25. März | Conrad Pochhammer                             | deutscher Mediziner und Hochschullehrer                                                                                   | 58    |       |
| 26. März | Jean Cartan                                   | französischer Komponist                                                                                                   | 25    |       |
| 26. März | Julius Fräßdorf                               | deutscher Politiker (SPD), Präsident des Sächsischen Landtags, MdR                                                        | 74    |       |
| 26. März | Theodor Hoppe                                 | deutscher lutherischer Theologe                                                                                           | 79    |       |
| 26. März | Kigoshi Yasutsuna                             | japanischer Generalleutnant und Heeresminister                                                                            | 77    |       |
| 26. März | Henry Leland                                  | US-amerikanischer Automobilunternehmer                                                                                    | 89    |       |
| 26. März | Laurentius Schrijnen                          | Bischof von Roermond | 70    |       |
| 27. März | Alfred Ahlborn                                | deutscher Organist und Musiklehrer                                                                                        | 80    |       |
| 27. März | Edith Marian Begbie                           | schottisch-britische Suffragette                                                                                          | 66    |       |
| 27. März | Eduard Louis Busch                            | deutscher Reichsgerichtsrat                                                                                               | 77    |       |
| 27. März | Otto Kirsch                                   | österreichischer Theaterschauspieler                                                                                      | 70    |       |
| 27. März | Robert Mischke                                | deutscher Vizeadmiral im Ersten Weltkrieg                                                                                 | 67    |       |
| 27. März | Elieser Steinbarg                             | jiddischsprachiger Schriftsteller                                                                                         | 51    |       |
| 27. März | Charles J. Thompson                           | US-amerikanischer Politiker                                                                                               | 70    |       |
| 27. März | Kaarlo Väkevä                                 | finnischer Boxer | 23    |       |
| 27. März | Joseph Weber                                  | deutscher Politiker (KPD/SPD), MdL Bayern                                                                                 | 38    |       |
| 27. März | Hugo Zieger                                   | deutscher Maler | 67    |       |
| 27. März | Jacques Zon                                   | niederländischer Maler und Plakatkünstler                                                                                 | 59    |       |
| 28. März | L. M. Shaw                                    | US-amerikanischer Politiker                                                                                               | 83    |       |
| 29. März | Ernst von Eschwege                            | deutscher Forstmann und Maler                                                                                             | 72    |       |
| 29. März | Gerhard Küchen                                | deutscher Unternehmer, Geschäftsführer der Firma Mathias Stinnes                                                          | 71    |       |
| 29. März | Filippo Turati                                | italienischer Jurist, Soziologe, Dichter und sozialdemokratischer Politiker                                               | 74    |       |
| 29. März | Otto Widmer                                   | Schweizer römisch-katholischer Geistlicher und Leiter eines Kinderheimes                                                  | 77    |       |
| 30. März | Émile Ogier                                   | französischer Politiker                                                                                                   | 70    |       |
| 30. März | Eduard Sievers                                | deutscher Germanist und Linguist                                                                                          | 81    |       |
| 31. März | Frank Edward Brightman                        | anglikanischer Priester und Liturgiewissenschaftler                                                                       | 75    |       |
| 31. März | Eben Byers                                    | US-amerikanischer Unternehmer                                                                                             | 51    |       |
| 31. März | Alfred Wevers                                 | deutscher Jurist und Bürgermeister von Worms                                                                              | 56    |       |
|          | Emanuel Schreiber                             | US-amerikanischer Rabbiner und Publizist                                                                                  | 79    |       |
|          | Elizabeth Taylor                              | US-amerikanische Malerin, Botanikerin, Journalistin und Globetrotterin                                                    | 76    |       |